# 충주 문주리 석조여래좌상
충주 문주리 석조여래좌상(忠州 文周里 石造如來坐像)은 충청북도 충주시 대소원면 문주리에 있는 고려시대의 석불이다. 2005년 5월 6일 충청북도의 문화재자료 제48호로 지정되었다.

## 개요
머리는 나발이며 육계는 표현되지 않았다. 얼굴에 비해 코는 크고 입은 작으며 눈은 반개한 모습이다. 양귀는 짧고 어깨는 다소 약간 위로 치켜진 모습이며 삼도가 표현되었다. 법의는 우견편단이며 수인은 항마인을 결하고 있다. 대좌는 8각의 하대석과 중대석만 남아 있으며 불상 근처에 광배가 놓여 있다.

## 참고 자료
- 충주 문주리 석조여래좌상 - 국가유산청 국가유산포털